# Greendale Mall
Greendale Mall (рус. Гриндейлский торговый центр) — закрытый торговый центр, расположенный недалеко от пересечения межштатных автомагистралей 290 и 190 в Вустере (штат Массачусетс, США). Якорными арендаторами были компании Best Buy, Big Lots, DSW, T.J. Maxx и HomeGoods.

## История
Торговый центр впервые открылся 11 ноября 1987 года. Его якорными арендаторами были магазины Lechmere и Marshalls. В конце 1990-х добавился магазин TJ Maxx 'N More, который позже стал комбинированным магазином TJ Maxx и HomeGoods. Lechmere закрылся в 1997 году и позже его арендную площадь занял Best Buy. Marshalls закрылся в 2007 году и в 2010 году его площадь занял магазин Big Lots.
В 1998 году торговый центр был реконструирован. Simon Property Group приобрела торговый центр в 1999 году. Кроме Greendale Mall компания владела и управляла торговыми центрами Auburn Mall и Solomon Pond Mall в Марлборо.
По данным компании Trepp, предоставляющей данные о коммерческой недвижимости, в 2015 году торговый центр «Гриндейл Молл» испытывал финансовые трудности, поскольку его заполняемость составляла всего 80 процентов, в результате чего торговый центр не приносил достаточно прибыли, чтобы покрыть кредит на сумму 45 миллионов долларов, выданный под коммерческие ипотечные ценные бумаги (CMBS). В октябре 2015 года Simon Property Group перестала выплачивать долг по кредиту. Это привело к тому, что в октябре 2015 года на кредит было обращено взыскание, и он был передан специальной обслуживающей компании C-III Asset Management. Эта компания провела переоценку торгового центра Greendale Mall, который являлся залогом по кредиту. Торговый центр был оценён в 14,7 млн долларов. При этом в 2006 году эта недвижимость оценивалась в 65 миллионов долларов.
В июне 2016 года торговый центр был продан с аукциона залогодержателю недвижимости, чикагской юридической фирме Seyfarth Shaw LLP за 11,8 млн долларов США. Никаких других предложений на аукционе получено не было. В сентябре 2016 года компания KeyPoint Partners из Берлингтона, представляющая интересы новых владельцев и управляющая зданием, объявила, что торговый центр Greendale Mall в Вустере останется открытым для посетителей.
19 декабря 2018 года было объявлено о том, что Big Lots закроется в январе 2019 года.
9 сентября 2019 года было объявлено, что Best Buy также закроется в ноябре 2019 года.
23 октября 2020 года было объявлено, что TJ Maxx/HomeGoods переедет в Lincoln Plaza 24 апреля 2021 года, в результате чего торговый центр будет полностью пуст и официально закрыт.
16 декабря 2019 года бостонский застройщик Finard купил обветшалый торговый центр Greendale Mall в Вустере за 7,1 млн долларов. Новый владелец планировал снести 33-летний торговый центр и построить на его месте бизнес-квартал с магазинами розничной торговли, офисными помещениями и апартаментами. Позднее планы были изменены — на месте Greendale Mall будет построен распределительный центр компании Amazon. Торговый центр окончательно закрылся в 2020 году.
Снос здания Greendale Mall планировалось завершить к октябрю 2021 года.

## В культуре
Торговый центр Greendale Mall упоминается в книгах:
- «Дневники серийного убийцы» Шона Дэвиса [24];
- «Model Agent: A Thriller»[25] и «Redeemed» Шона Суини[26];
- «Rediscovering My Inner Bitch» Арлены Свирски [27];
- «Decolonizing Psychology. Globalization, Social Justice, and Indian Youth Identities» Сунила Бхатия[28].